# Bette of Roses
Bette of Roses — восьмой студийный альбом американской певицы и актрисы Бетт Мидлер, выпущенный в 1995 году под лейблом Atlantic Records. Песни для альбома писали разные авторы, поэтому и звучание альбома в целом очень разнообразное: от софт-рока до кантри и фолка. Несмотря на положительные отзывы критиков, альбом скромно проявил себя в чартах по сравнению с предыдущим альбомом певицы, он смог достичь лишь сорок пятой строчки Billboard 200 и стал пятьдесят пятым в Великобритании. Тем не менее альбом получил платиновую сертификацию в США в 2001 году, а также серебряную в Британии в 2013 году.

## Список композиций
| №   | Название           | Длительность |
| --- | ------------------ | ------------ |
| 1.  | «I Know This Town» | 3:54         |
| 2.  | «In This Life»     | 4:11         |
| 3.  | «Bottomless»       | 5:18         |
| 4.  | «To Comfort You»   | 4:44         |
| 5.  | «To Deserve You»   | 5:16         |
| 6.  | «The Last Time»    | 4:52         |
| 7.  | «Bed of Roses»     | 4:12         |
| 8.  | «The Perfect Kiss» | 3:43         |
| 9.  | «As Dreams Go By»  | 5:09         |
| 10. | «It’s Too Late»    | 4:42         |
| 11. | «I Believe in You» | 4:32         |

## Позиции в хит-парадах
| Хит-парад (1995)                 | Высшая позиция |
| -------------------------------- | -------------- |
| Австралия (ARIA)                 | 51             |
| Канада (RPM Top Albums/CDs)      | 69             |
| Германия (Offizielle Top 100)    | 74             |
| Япония (Oricon)                  | 45             |
| Великобритания (UK Albums Chart) | 55             |
| США (Billboard 200)              | 45             |

## Продажи и сертификации
| Регион | Сертификация | Продажи    |
| --- | ------------ | ---------- |
| Великобритания (BPI) | Серебряный   | 60 000^    |
| США (RIAA) | Платиновый   | 1 000 000^ |
| * Данные о продажах приведены только на основе сертификации. ^ Данные о тиражах приведены только на основе сертификации. |              |            |